# Rakovac (gmina Bratunac)
Rakovac (cyr. Раковац) – wieś w Bośni i Hercegowinie, w Republice Serbskiej, w gminie Bratunac. W 2013 roku liczyła 423 mieszkańców.